# Rosa Díez González

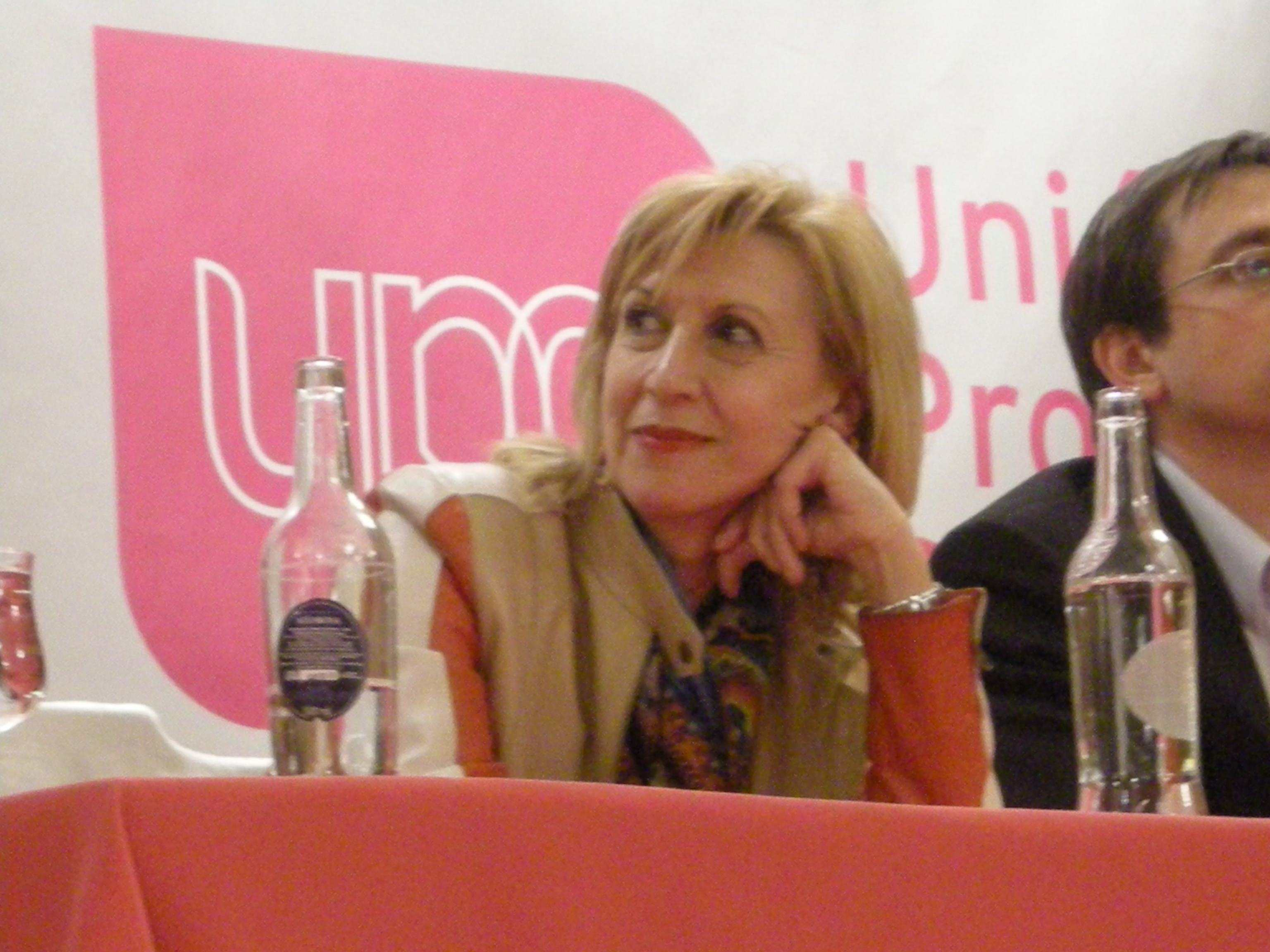
Rosa Díez bei einer Wahlveranstaltung 2008

Rosa Díez González (* 27. Mai 1952 in Sodupe, Bizkaia/Spanien) ist eine ehemalige spanische Politikerin sowie Begründerin und ehemalige Vorsitzende der Partei Unión Progreso y Democracia (UPyD). Von 2008 bis 2015 war Díez für die UPyD Mitglied des spanischen Parlaments. Zuvor war sie von 1999 bis 2007 Mitglied des Europäischen Parlaments für die sozialistische Partei PSOE. Am 8. Februar 2016 trat sie aus der UPyD aus.

## Politische Laufbahn

### Anfänge in der baskischen Politik
Rosa Díez stammt aus einer baskischen Familie. Ihr Vater war Metallarbeiter und wurde während der Franco-Diktatur wegen seiner Mitgliedschaft in der verbotenen sozialistischen Partei PSOE zum Tode verurteilt, später jedoch zu einer Haftstrafe begnadigt. Sie selbst arbeitete seit 1973 als Telefonistin.
Nach dem Übergang zur Demokratie schloss sich Díez 1977 selbst der inzwischen wieder zugelassenen PSOE sowie der Gewerkschaft UGT an und übernahm darin verschiedene Ämter. 1979 bis 1983 war sie Mitglied des Provinzparlaments von Bizkaia, danach gehörte sie bis 1987 der Provinzregierung an. 1986 wurde sie ins Regionalparlament des Baskenlands gewählt, dem sie bis 1999 angehörte.
Nachdem 1991 die Baskisch-Nationalistische Partei PNV und die PSOE eine Koalition für die baskische Regionalregierung geschlossen hatten, wurde Díez baskische Ministerin für Handel, Konsum und Fremdenverkehr. 1997 verübte die baskische Terrororganisation ETA gegen sie einen Mordanschlag durch eine Briefbombe, die jedoch aufgrund eines Baufehlers nicht zündete.
Vor den baskischen Regionalwahlen 1998 kandidierte Díez, um von der PSOE als Spitzenkandidatin aufgestellt zu werden, verlor jedoch die parteiinterne Wahl gegen Nicolás Redondo Terreros. Wenig später beschloss die PSOE, die baskische Regionalregierung zu verlassen, nachdem sich die PNV der ETA-nahen Partei Herri Batasuna angenähert hatte.

### Mitglied des Europäischen Parlaments
Bei der Europawahl 1999 wurde Díez als Spitzenkandidatin der PSOE in das Europäische Parlament gewählt.
Nach der schweren Wahlniederlage der PSOE bei den spanischen Parlamentswahlen 2000 trat sie auf einem Parteitag in einer Kampfkandidatur um den Parteivorsitz gegen José Luis Rodríguez Zapatero, José Bono Martínez und Matilde Fernández an. Mit 6,55 % der Stimmen wurde sie die Letzte der vier Kandidaten; allerdings beeinflusste ihre Teilnahme an der Wahl das Ergebnis, bei der sich Zapatero äußerst knapp gegen Bono durchsetzte.
Bei der Europawahl 2004 zog Díez, diesmal auf dem zweiten Listenplatz, erneut in das Parlament ein. Allerdings mischte sie sich trotz ihres Europamandats weiterhin in die baskische Politik ein: 2003 trat sie eine (allerdings chancenlose) Bürgermeisterkandidatur in der Kleinstadt Ondórroa an, die zuvor von der – inzwischen verbotenen – ETA-nahen Partei Batasuna regiert worden war. Außerdem kritisierte sie wiederholt, dass die PSOE sich unter ihrem baskischen Generalsekretär Patxi López nicht genügend von der PNV distanzierte.
2006 traten schließlich die Differenzen zwischen Díez und der PSOE klar hervor, als die Regierung Zapatero nach einem angekündigten Waffenstillstand von ETA Verhandlungen mit der Terrororganisation aufnahm. Als die Sozialdemokratische Partei Europas am 25. Oktober 2006 im Europäischen Parlament einen Resolutionsvorschlag einbrachte, um die Unterstützung der EU für diesen sogenannten „Friedensprozess“ sicherzustellen, enthielt sich Díez mit dem Argument, im Baskenland fehle nicht der Frieden, sondern die Freiheit.
Diese öffentliche Kritik führte dazu, dass Parteifreunde ihr vorwarfen, die konservative Opposition der Partido Popular (PP) zu unterstützen.

### Parteiaustritt und Neugründung der UPyD
Nachdem Díez mehrere Monate lang ihre Kontakte zu politischen und zivilgesellschaftlichen Organisationen intensiviert hatte, die dem baskischen und katalanischen Nationalismus ablehnend gegenüberstehen, kündigte sie schließlich im August 2007 ihren Austritt aus der PSOE an, um eine neue Partei namens Unión Progreso y Democracia (UPyD) zu gründen. Zugleich gab sie auch ihr Europaparlamentsmandat ab. Bei der Parteigründung, die am 29. September 2007 erfolgte, wurde dabei auch von verschiedenen Intellektuellen, unter anderem dem spanischen Philosophen Fernando Savater und dem in Spanien lebenden peruanischen Schriftsteller Mario Vargas Llosa, unterstützt. 
UPyD präsentierte sich dabei als spanienweite zentristische Alternative im spanischen Parteiensystem. Bei den spanischen Parlamentswahlen 2008, bei denen UPyD erstmals antrat, war Díez Spitzenkandidatin der Partei für Madrid und gewann den einzigen Sitz der Partei im spanischen Abgeordnetenhaus. Bei den Spanischen Parlamentswahlen 2011 konnte die UPyD deutlich zulegen und erreichte fünf Mandate, darunter eins für Rosa Díez.

### Rückzug aus der aktiven Politik
Infolge des schlechten Ergebnisses der UPyD bei den Regional- und Kommunalwahlen in Spanien 2015, bei denen die Partei aus allen Regionsparlamenten ausschied und selbst in ihrer Hochburg Madrid massiv an die Ciudadanos verlor, kündigte sie an, beim kommenden Parteitag nicht mehr für den Parteivorsitz zu kandidieren. Zu ihrem Nachfolger wurde Andrés Herzog gewählt.
Zur Parlamentswahl 2015 trat Díez selbst nicht mehr an, sie übte bis dahin das Amt der Fraktionsvorsitzenden der UPyD aus. Bei der Wahl verlor die Partei alle Mandate und rutschte auf 0,61 Prozent ab. 
Nach ihrem Rückzug aus der aktiven Politik kündigte sie an, wieder bei der baskischen Regierung arbeiten zu wollen. Am 8. Februar verkündete Díez schließlich ihren Austritt aus der UPyD. Zur Parlamentswahl November 2019 unterstützte sie den konservativen Partido Popular.